# 蒙德里
蒙德里（Munderi），是印度喀拉拉邦Kannur县的一个城镇。总人口19478（2001年）。

## 人口
该地2001年总人口19478人，其中男性9211人，女性10267人；0—6岁人口2276人，其中男1166人，女1110人；识字率81.53%，其中男性为84.26%，女性为79.09%。